# Jaimee Fourlisová
Jaimee Fourlisová, nepřechýleně Fourlis (* 17. září 1999 Melbourne), je australská profesionální tenistka. Ve své dosavadní kariéře na okruhu WTA Tour nevyhrála žádný turnaj. V rámci okruhu ITF získala devět titulů ve dvouhře a deset ve čtyřhře.
Na žebříčku WTA byla ve dvouhře nejvýše klasifikována v červenci 2022 na 147. místě a ve čtyřhře v březnu 2020 na 138. místě. Trénuje ji Beti Sekulovská.
Na grandslamu si s krajanem Jasonem Kublerem zahrála finále smíšené čtyřhry Australian Open 2022, v němž podlehli francouzsko-chorvatskému páru Kristina Mladenovicová a Ivan Dodig.

## Tenisová kariéra
V rámci událostí okruhu ITF debutovala v dubnu 2014, když na turnaj ve viktorijském Glen Iris, dotovaném 15 tisíci dolary, obdržela divokou kartu. V úvodním kole podlehla australské kvalifikantce Maše Jovaničové z konce první tisícovky žebříčku. Premiérový titul v této úrovni tenisu vybojovala během února 2016 v Perthu, na turnaji s rozpočtem 25 tisíc dolarů. V soutěži vyhrála osm zápasů v řadě, když odehrála i tříkolovou kvalifikaci. Do finále prošla přes Rusku Anastasiji Pivovarovovou a v něm zdolala Jihokorejku Čang So-čong figurující na 191. příčce klasifikace.
Na okruhu WTA Tour debutovala po obdržení divoké karty na lednovém Hobart International 2017. Na úvod podlehla světové třiasedmdesátce Kirtsen Flipkensové z Belgie. Debut v hlavní soutěži nejvyšší grandslamové kategorie zaznamenala o týden později v ženském singlu Australian Open 2017. Organizátoři jí udělili divokou kartu po triumfu na kvalifikačním turnaji australského tenisového svazu. V prvním kole melbournské dvouhry zdolala Američanku Annu Tatišviliovou z konce druhé světové stovky. Poté však podlehla desáté ženě žebříčku Světlaně Kuzněcovové. Stopku na antukovém French Open 2017 jí vystavila jedenáctá nasazená Dánka Caroline Wozniacká. Po vyřazení nehrála tři měsíce tenis a zaměřila se na dokončení střední školy. Divokou kartu na Australian Open 2018 si zajistila prosincovým vítězstvím na australském šampionátu juniorek do 18 let. V první fázi melbournské dvouhry však nestačila na krajanku Olivii Rogowskou. Do druhého kola postoupila na BRD Bucharest Open 2019, v němž prohrála s druhou nasazenou Slovenkou Viktórií Kužmovou ze šesté světové desítky.
Do smíšené čtyřhry Australian Open 2022 jí s krajanem Jasonem Kublerem udělili pořadatelé divokou kartu. Na prahu vyřazení se ocitli již v úvodním kole, kdy porazili Stojanovićovou s Pavićem osmým proměněným mečbolem v dlouhém supertiebreaku 17–15, v němž čelili dvěma mečbolovým hrozbám soupeřů. Další čtyři mečboly odvrátili ve druhé fázi krajanům Stosurové a Ebdenovi a postoupili po zvládnutém supertiebreaku 11–9. Následně zdolali Mirzaovou s Ramem a v semifinále Češku Hradeckou s Ekvádorcem Escobarem. Až v přímém boji o titul podlehli chorvatsko-francouzskému páru Ivan Dodig a Kristina Mladenovicová.

## Finále na Grand Slamu

### Smíšená čtyřhra: 1 (0–1)
| Stav       | rok  | turnaj          | povrch | spoluhráč    | soupeři ve finále                 | výsledek |
| ---------- | ---- | --------------- | ------ | ------------ | --------------------------------- | -------- |
| Finalistka | 2022 | Australian Open | tvrdý  | Jason Kubler | Kristina Mladenovicová Ivan Dodig | 3–6, 4–6 |

## Finále série WTA 125
| Legenda                  |
| ------------------------ |
| D – dvouhra; Č – čtyřhra |
| WTA 125 (1–0 Č)          |

### Čtyřhra: 1 (1–0)
| Stav    | č. | datum         | turnaj              | povrch | spoluhráčka   | soupeřky ve finále                 | výsledek         |
| ------- | -- | ------------- | ------------------- | ------ | ------------- | ---------------------------------- | ---------------- |
| Vítězka | 1. | 3. ledna 2025 | Canberra, Austrálie | tvrdý  | Petra Huleová | Darja Semeņistá Nina Stojanovićová | 7–5, 4–6, [10–6] |

## Tituly na okruhu ITF
| Dotace turnajů okruhu ITF | Dotace turnajů okruhu ITF |
| ------------------------- | ------------------------- |
| 100 000 $ tournaments     | 80 000 $ tournaments      |
| 75 000 $ tournaments      | 60 000 $ tournaments      |
| 50 000 $ tournaments      | 25 000 $ tournaments      |
| 15 000 $ tournaments      | 10 000 $ tournaments      |

### Dvouhra (9 titulů)
| Č. | datum         | turnaj                 | povrch | poražená finalistka  | výsledek           |
| -- | ------------- | ---------------------- | ------ | -------------------- | ------------------ |
| 1. | únor 2016     | Perth, Austrálie       | tvrdý  | Čang So-čong         | 6–4, 2–6, 7–6(7–1) |
| 2. | duben 2018    | Canberra, Austrálie    | antuka | Ellen Perezová       | 6–3, 6–2           |
| 3. | duben 2018    | Pula, Itálie           | antuka | Anastasia Grymalská  | 6–4, 4–6, 6–0      |
| 4. | srpen 2021    | Ourense, Španělsko     | antuka | Fanny Stollárová     | 7–6(7–3), 6–3      |
| 5. | březen 2022   | Bendigo, Austrálie     | tvrdý  | Olivia Gadecká       | 6–3, 0–0skreč      |
| 6. | červen 2022   | Brašov, Rumunsko       | antuka | İpek Özová           | 7–6(7–0), 6–2      |
| 7. | únor 2022     | Madrid, Španělsko      | tvrdý  | Guiomar Maristanyová | 6–4, 6–2           |
| 8. | únor 2023     | Burnie, Austrálie      | tvrdý  | Olivia Gadecká       | 6–4, 6–3           |
| 9. | červenec 2024 | Amstelveen, Nizozemsko | antuka | Berfu Cengizová      | 7–6(2), 2–6, 6–1   |

### Čtyřhra (10 titulů)
| Č.  | datum         | turnaj                         | povrch | spoluhráčka        | poražené finalistky                         | výsledek         |
| --- | ------------- | ------------------------------ | ------ | ------------------ | ------------------------------------------- | ---------------- |
| 1.  | březen 2019   | Canberra, Austrálie            | antuka | Alison Baiová      | Naiktha Bainsová Tereza Mihalíková          | 6–2, 6–2         |
| 2.  | leden 2020    | Canberra, Austrálie            | tvrdý  | Alison Baiová      | Anna Bondárová Pemra Özgenová               | 5–7, 6–4, [10–8] |
| 3.  | únor 2020     | Launceston, Austrálie          | tvrdý  | Alison Baiová      | Alicia Smithová Abigail Tereová-Apisahová   | 7–6(7–4), 6–3    |
| 4.  | březen 2022   | Bendigo, Austrálie             | tvrdý  | Ellen Perezová     | Alana Parnabyová Gabriella Da Silva Ficková | 6–1, 6–1         |
| 5.  | říjen 2022    | Šibenik, Chorvatsko            | antuka | Weronika Falkowská | Eleni Christofiová Christina Roscaová       | 6–4, 6–2         |
| 6.  | květen 2023   | Wiesbaden, Německo             | antuka | Olivia Gadecká     | Emily Appletonová Julia Lohoffová           | 6–1, 6–4         |
| 7.  | květen 2024   | Praha, Česko                   | antuka | Dominika Šalková   | Noma Noha Akugueová Ella Seidelová          | 5–7, 7–5, [10–4] |
| 8.  | červenec 2024 | Haag, Nizozemsko               | antuka | Petra Huleová      | Annelin Bakkerová Sarah van Emst            | 6–4, 6–2         |
| 9.  | červenec 2024 | Darmstadt, Německo             | tvrdý  | Petra Huleová      | Karolína Kubáňová Sapfo Sakellaridiová      | 7–6(8–6), 6–4    |
| 10. | říjen 2024    | Edmond, Spojené státy americké | tvrdý  | Kayla Dayová       | Sophie Changová Rasheeda McAdoo             | 7–5, 7–5         |